# Кулагін Іван Юхимович
Іван Юхимович Кулагін (30 січня 1905, село Кожевенне Алатирського повіту Симбірської губернії, тепер Чувашія, Російська Федерація — 1 листопада 1979, місто Саранськ, тепер Мордовія, Російська Федерація) — радянський державний діяч, 1-й секретар Ханти-Мансійського окружного комітету ВКП(б). Депутат Верховної ради СРСР 4-го скликання.

## Життєпис
Народився в селянській родині. У 1925 році закінчив Порецький педагогічний технікум.
У 1925—1930 роках — вчитель Бедяриської школи; інспектор народної освіти та завідувач районного відділу народної освіти Мінського району Уральської області.
Член ВКП(б) з 1928 року.
У 1930—1939 роках — секретар комітету ВКП(б) заводу Уральської області; завідувач агітаційно-масового відділу районного комітету ВКП(б); 1-й секретар районного комітету ВКП(б).
У 1939 — жовтні 1940 року — секретар Тарського окружного комітету ВКП(б) з кадрів.
21 жовтня 1940 — 1941 року — в.о. 1-го секретаря Ханти-Мансійського окружного комітету ВКП(б). У 1941 — 10 січня 1945 року — 1-й секретар Ханти-Мансійського окружного комітету ВКП(б).
У 1945 році закінчив Вищу партійну школу при ЦК ВКП(б).
У 1945—1955 роках — 1-й секретар Ромодановського районного комітету ВКП(б) Мордовської АРСР.
У 1953 році закінчив Курси перепідготовки при ЦК КПРС.
У 1955—1959 роках — заступник голови Ради міністрів Мордовської АРСР.
Потім — персональний пенсіонер у місті Саранську.
Помер 1 листопада 1979 року в місті Саранську.

## Нагороди
- орден Вітчизняної війни ІІ ст.
- орден Трудового Червоного Прапора
- медалі